# 惟政
惟政（いせい、ユ・ジョン、1543年 - 1610年）は、李氏朝鮮（朝鮮王朝）の僧。尊称は「松雲大師」。居所にちなみ「四溟堂」とも号する。文禄・慶長の役（壬辰倭乱）で、師である休静の命で義僧兵を組織し、日本軍と果敢に戦い、また講和使節として来日、徳川家康や徳川秀忠と会談して講和交渉を行うなど外交面でも大きな役割を果たした。

## 生涯
1544年、慶尚南道密陽郡にて誕生。俗姓は任。13歳で仏門に入り、18歳で科挙の僧科に合格。直指寺の住職となった後、妙香山の西山大師休静の直弟子となり、3年の苦行の末、31歳のときに大悟。
豊臣秀吉による文禄・慶長の役がおこると、朝鮮国王・宣祖は僧たちにも抗日戦を命じ、休静を八道都総摂に任じたが、すでに老齢であったため、この任務を惟政に託した。惟政は朝鮮の「義僧兵」の総指揮官として日本軍と果敢に戦った。
文禄3年（1594年）、惟政は、敵将である加藤清正の陣地に3度にわたって乗り込み、講和交渉を行った。両者は腹を割って互いの主張を述べあった。清正は惟政に向かって「貴国では貴方だけが偽りがなく、他の人は信用できない」と述べた。当時、小西行長と明の游撃将軍・沈惟敬の間でも、独自の講和条件の探りあいが行われていた。小西と沈惟敬は講和を急ぐあまり、それぞれの本国に対して嘘の講和条件を伝えていた。また小西と沈惟敬の講和交渉は、朝鮮の頭越しに行われたものであった。清正－惟政ラインの講和交渉は、それ自体は成功しなかったものの、清正が秀吉に真実の情報を報告したことで、小西－沈惟敬による偽りの早期講和構想を破綻させ、最終的に朝鮮側に有利となる結果をもたらした。
戦後、朝鮮側は、被害者である自国の方から先に講和の使節を送るのは朝鮮の体面を貶めるものであると考え、正式の講和使節を朝鮮側から先に日本に送ることを躊躇した。しかし日朝両国とも本音では早期に講和を結び、戦後問題を決着したかったため、朝鮮側は民間の僧であり、日本の武士のあいだでも知名度がある惟政を「探賊使」として日本に派遣した。慶長9年（1604年）、惟政は対馬から京都に入り、翌年3月に伏見城で徳川家康と会見した。この家康－惟政会談は、日本と朝鮮の国交回復に大きな役割を果たした。また惟政は、数千人の朝鮮人捕虜の帰国も実現した。惟政と会談した家康は、彼の人となりに感服したという。惟政は漢詩を作るのも巧みで、日本滞在中、西笑承兌や景轍玄蘇ら日本側の知識人とも漢詩の応酬を行った。家康－惟政会談は、後の12回にわたる朝鮮通信使（1607-1811）を可能にしたものとして評価できる。
光海君3年(1610年)、死去。

## 評価
日本側の惟政に対する評価の高さとは対照的に、過去の朝鮮における惟政の評価は、それほど高くはなかった。近世の日本社会では「使僧」が政界でも大きな役割を担っていた。一方李氏朝鮮では士大夫階層、すなわち儒教的文官官僚が政治を独占していた。士大夫は国難において僧侶階層が大きな功績をあげたことを認めたがらず、結果として、惟政に対する朝鮮国内の評価は不当に低く据え置かれた。
近年、日本および韓国の学界で惟政に対する再評価の機運が高まり、新たな研究が発表されるようになった。